# Johann Andreas Schmeller
Johann Andreas Schmeller (pseudonym: Habemut(h); 6. srpna 1785 Tirschenreuth – 27. července 1852 Mnichov) byl jeden z významných německých jazykovědců, dialektologů 19. století, autor slovníku bavorského dialektu (Das Bayerische Wörterbuch).

## Biografie
Svojí odbornou prací položil základy vědecké dialektologie, za kterou roku 1827 obdržel čestný doktorát Mnichovské univerzity.
Byl pochován na hřbitově Alter Süd-Friedhof v Mnichově.

## Publikační činnost
Mezi stěžejní Schmellerova díla, věnující se bavorskému nářečí, patří:
- Das Bayerische Wörterbuch (1827–1837) – v tomto díle se zaobírá také sociolingvistickými rozdíly výslovnosti ve společnosti[5]
- Die Mundarten Bayerns (1821)